# Карнаухов, Виктор Александрович
Ви́ктор Алекса́ндрович Карнау́хов (25 октября 1930 — 16 апреля 2016) ― российский физик, доктор физико-математических наук, профессор, главный научный сотрудник ОИЯИ, лауреат Государственной премии СССР.

## Биография
Родился 25 октября 1930 года.
Окончил МГУ в 1953 году.
В 1954—1960 годах работал в ИАЭ им. И. В. Курчатова.
С 1960 по 1976 год — начальник сектора, начальник отдела Лаборатории ядерных реакций ОИЯИ.
В 1975 году защитил докторскую диссертацию на тему «Исследование эмиссии запаздывающих протонов».
С 1976 года — в Лаборатории ядерных проблем ОИЯИ: начальник сектора, главный научный сотрудник.
Скончался 16 апреля 2016 года после продолжительной болезни.

## Научные труды
Проводил исследования протонного распада радиоактивных ядер, механизмов ядерных реакций с тяжелыми ионами, ядерной мультифрагментации в исследованиях на пучках релятивистских частиц.
Соавтор научного открытия «Протонный распад радиоактивных ядер» (В. А. Карнаухов, Г. М. Тер-Акопьян, В. Г. Субботин, Л. А. Петров). Номер и дата приоритета: № 35 от 12 июля 1962 года.
Автор более 100 научных публикаций, в том числе монографий. 
Сочинения:
- Ядра, удаленные от линии бета-стабильности. — М.: Энергоиздат, 1981. — 199 с.: ил.; 22 см;
- Книга о нас [Текст] / В. А. Карнаухов. — Дубна: Объед. ин-т ядерных исслед., 2012. — 190 с.: ил., портр.; 22 см; ISBN 978-5-9530-0324-7

## Награды
Лауреат Государственной премии СССР.